# Рэйки (нэнго)
Рэйки (яп. 霊亀 рэйки, волшебная черепаха) — девиз правления (нэнго) японской императрицы Гэнсё с 715 по 717 год .

## Продолжительность
Начало и конец эры:
- 2-й день 8-й луны 9-го года Вадо (по юлианскому календарю — 3 октября 715 года);
- 17-й день 11-й луны 3-го года Рэйки (по юлианскому календарю — 24 декабря 717 года);

## Происхождение
Название нэнго было заимствовано из классического древнекитайского сочинения Книга Перемен:「初九舎爾霊亀、観我朶頤」.

## События
- 715 год (1-й год Рэйки) — сёла (里) были объединены в общины (郷);
- 716 год (2-й год Рэйки) — Отправка шестого посольства в китайскую империю Тан.

## Сравнительная таблица
Ниже представлена таблица соответствия японского традиционного и европейского летосчисления. В скобках к номеру года японской эры указано название соответствующего года из 60-летнего цикла китайской системы гань-чжи. Японские месяцы традиционно названы лунами.
| 1-й год Рэйки (Деревянный Кролик) | 1-я луна*      | 2-я луна*  | 3-я луна  | 4-я луна* | 5-я луна  | 6-я луна* | 7-я луна   | 8-я луна*   | 9-я луна    | 10-я луна  | 11-я луна  | 12-я луна*               |               |
| --------------------------------- | -------------- | ---------- | --------- | --------- | --------- | --------- | ---------- | ----------- | ----------- | ---------- | ---------- | ------------------------ | ------------- |
| Юлианский календарь               | 9 февраля 715  | 10 марта   | 8 апреля  | 8 мая     | 6 июня    | 6 июля    | 4 августа  | 3 сентября  | 2 октября   | 1 ноября   | 1 декабря  | 31 декабря               |               |
| 2-й год Рэйки (Огненный Дракон)   | 1-я луна       | 2-я луна*  | 3-я луна* | 4-я луна  | 5-я луна* | 6-я луна* | 7-я луна   | 8-я луна*   | 9-я луна    | 10-я луна  | 11-я луна  | 11-я луна (високосная) * | 12-я луна     |
| Юлианский календарь               | 29 января 716  | 28 февраля | 28 марта  | 26 апреля | 26 мая    | 24 июня   | 23 июля    | 22 августа  | 20 сентября | 20 октября | 19 ноября  | 19 декабря               | 17 января 717 |
| 3-й год Рэйки (Огненная Змея)     | 1-я луна       | 2-я луна*  | 3-я луна* | 4-я луна  | 5-я луна* | 6-я луна* | 7-я луна   | 8-я луна*   | 9-я луна    | 10-я луна  | 11-я луна* | 12-я луна                |               |
| Юлианский календарь               | 16 февраля 717 | 18 марта   | 16 апреля | 15 мая    | 14 июня   | 13 июля   | 11 августа | 10 сентября | 9 октября   | 8 ноября   | 8 декабря  | 6 января 718             |               |

* звёздочкой отмечены короткие месяцы (луны) продолжительностью 29 дней. Остальные месяцы длятся 30 дней.